# Araneus guatemus
Araneus guatemus là một loài nhện trong họ Araneidae.
Loài này thuộc chi Araneus. Araneus guatemus được Herbert Walter Levi miêu tả năm 1991.